# Пршутијада
Пршутијада је традиционалан, гастрономски, туристички, такмичарски сајам сувомеснатих произваода, који се одржава саке године у јануару у селу Мачкат, између Ужица и Златибора. Ова манифестација се одвија од 2001. године. На сајму се бирају најбољи српски сувомеснати производи, где је централи производ пршута, и око 20 произвођача представља ужичку говеђу, свињску и овчију пршуту, сланину, стељу и кобасицу.
Технологија производње ужичке пршуте или златиборске пршуте непромењена је стотинама година. Мачкат се налази на идеалној надморској висини за сушење пршуте, од 700 метара, помешана је медитеранска и континентална клима и на овом подручју се налази „ружа ветрова“.

## Рефернце
1. ↑  „Сајт "Златибор"”.
2. ↑  „Блиц о пршутијади”.